# Tararua celeripes
Tararua celeripes är en spindelart som först beskrevs av Arthur Urquhart 1891.  Tararua celeripes ingår i släktet Tararua och familjen trattspindlar. Inga underarter finns listade i Catalogue of Life.